# Peribatodes rebeli
Peribatodes rebeli är en fjärilsart som beskrevs av Aigne 1906. Peribatodes rebeli ingår i släktet Peribatodes och familjen mätare. Inga underarter finns listade i Catalogue of Life.